# Oldřich Šváb
Oldřich Šváb, uváděný i jako Oldrich Svab nebo Oldrich Swab, (2. listopadu 1944 Běhánky - 25. prosince 2020, Aadorf) byl český a švýcarský fotbalista a trenér.

## Fotbalová kariéra
V Československu hrál za Sklo Union Teplice. V lize nenastoupil. Ve Švýcarsku hrál za SC Young Fellows Zürich a FC Aarau.

## Trenérská kariéra
Jako hlavní trenér vedl ve Švýcarsku Grasshopper Club Zürich, FC Baden, znovu Grasshopper Club Zürich a FC Basel. V roce 1993 vedl reprezentaci Bangladéše.